# Allolalie
Die Allolalie ist die Bezeichnung für die Sprachhemmung bei Psychotikern. Dabei kann sich diese Sprachhemmung in einer deutlichen Behinderung des Sprechens, aber auch in einer gänzlichen Stockung äußern.

## Weblink
- Allolalie auf der Seite von duden.de, abgerufen am 13. April 2013